# فرنسيس لي
فرنسيس لي (بالإنجليزية: Francis Lee) (29 أبريل 1944-2 أكتوبر 2023) هو لاعب كرة قدم. يلعب مع منتخب إنجلترا لكرة القدم. سبق له أن لعب في كأس العالم لكرة القدم مع منتخب بلاده.
توفي في 2 أكتوبر 2023 عن عمر 79 عاماً.

## مسيرته الكروية
لعب فرنسيس لي خلال مسيرته الاحترافية مع 3 أندية في سبعة عشر موسمًا وسجل خلالها 227 هدف ضمن 500 مباراة. حيث فاز في موسم واحد بالكأس وفي موسمين بالدوري.
خاض فرنسيس لي مسيرته مع نادي بولتون واندررز في موسم 1960–61 ليلعب معه ثمانية مواسم، مشاركًا في 189 مباراة سجل خلالها 91 هدفًا. ثم انتقل إلى نادي مانشستر سيتي في موسم 1967–68 ليلعب معه سبعة مواسم، حيث شارك في 249 مباراة سجل خلالها 112 هدف. لينتقل بعدها إلى نادي ديربي كاونتي في موسم 1974–75 ولمدة موسمين، مشاركًا في 62 مباراة سجل خلالها 24 هدفًا.

## روابط خارجية
- فرنسيس لي على موقع ميوزك برينز (الإنجليزية)
- فرنسيس لي على موقع الاتحاد الأوربي (الإنجليزية)
- فرنسيس لي على موقع قاعدة بيانات كرة القدم.إي يو (الإنجليزية)
- فرنسيس لي على موقع ناشيونال فوتبول تيمز (الإنجليزية)
- فرنسيس لي على موقع Soccerbase.com (لاعب) (الإنجليزية)